# Liga niezwykłych dżentelmenów
Liga niezwykłych dżentelmenów – amerykański steampunkowy film przygodowy z 2003 roku w reżyserii Stephena Norringtona. W głównych rolach występują Sean Connery, Peta Wilson, Stuart Townsend i Shane West. Film opowiada o grupie bohaterów obdarzonych niezwykłymi umiejętnościami.

## Role
| Aktor            | Rola                               |
| ---------------- | ---------------------------------- |
| Sean Connery     | Allan Quatermain                   |
| Shane West       | Tom Sawyer                         |
| Naseeruddin Shah | Kapitan Nemo                       |
| Peta Wilson      | Mina Harker                        |
| Tony Curran      | Rodney Skinner                     |
| Jason Flemyng    | Dr. Henry Jekyll / Mr. Edward Hyde |
| Stuart Townsend  | Dorian Gray                        |
| Richard Roxburgh | Profesor James Moriarty            |

## Fabuła
Akcja filmu rozpoczyna się w 1899, po dramatycznych kradzieżach w Londynie i Berlinie. Imperium Brytyjskie – aby położyć kres przestępczości – postanawia utworzyć grupę, złożoną z ludzi obdarzonych niezwykłymi zdolnościami. Grupą nadzoruje Pan M. W jej skład wchodzą genialny budowniczy Nautilusa – Kapitan Nemo, amerykański agent – Tom Sawyer, wampirzyca – Mina Harker, niezwykły – doktor Jekyll/Pan Hyde, odkrywca kopalni króla Salomona Allan Quatermain, niewidzialny mężczyzna – Skinner oraz niezniszczalny bogacz Dorian Gray. Muszą pokonać złego Upiora (ang. Fantom) zanim ten zatopi Wenecję. W końcu okazuje się, że Fantom jest Panem M, a Dorian Gray to jego szpieg. Bogacz potajemnie wykradł cenną krew wampirzycy, eliksir Pana Hyde’a, próbkę skóry Skinnera i wiedzę Kapitana Nemo. Podczas końcowej walki Ligi i Pana M Allan zostaje ranny, a Fantoma zabija Tom. Niedługo potem Allan umiera. Wspomniane zostają słowa o Allanie: „Afryka nie pozwoli mu umrzeć”. Dzielny odkrywca zostaje pochowany właśnie na kontynencie, który tak kochał. Gdy bohaterowie odchodzą na grób przychodzi afrykański szaman i odprawia dziwny rytuał. Po chwili ziemia, którą została przysypana trumna Allana zaczyna drgać. Jest to znak, że Allan już żyje.